# RoomeR

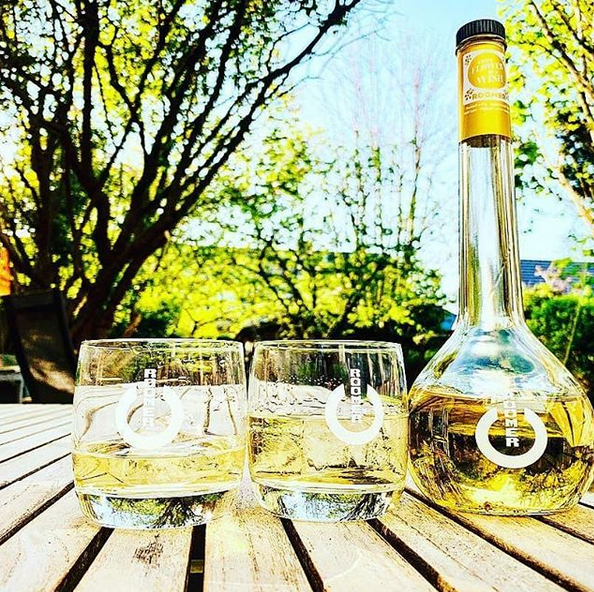
Roomerfles met twee glazen

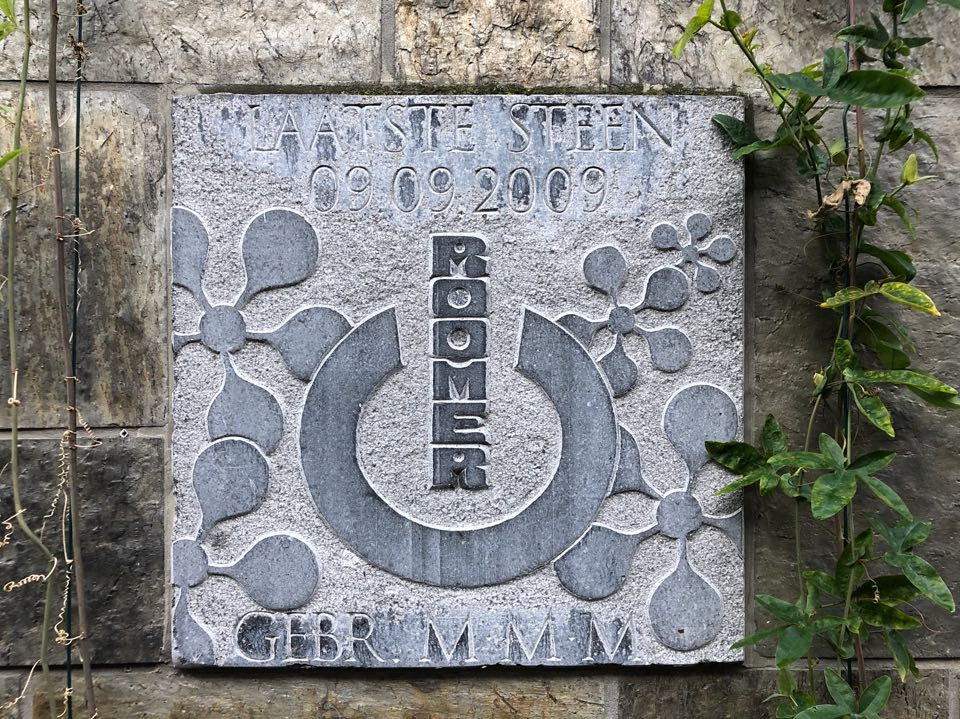
Het logo van Roomer, aan de bottelarij in de Krevelstraat te Gent

Roomer is een alcoholische aperitiefdrank die gekend staat om de zwevende vlierbloesems en die zijn oorsprong in het Gentse vindt.  Het is een aperitief met vlierbloesem als basis, de kruidenmix is een familiegeheim. De drank, met een alcoholvolume van 15%, is lichtzoet met bloesemaroma's en heeft een droge afdronk.

## Geschiedenis
Zaakvoerder Jeroen Michels en zijn broer Maarten waren studenten biotechniek die op 15-jarige leeftijd thuis experimenteerden met verschillende brouwsels. Het product dat tot op heden op de markt te koop is, vertrekt vanuit de vlierbloesemsiroop die hun oma maakte. Zodanig ontstond er met tijd een geheim familierecept. Het Gentse bedrijf Roomer werd in 2004 opgestart, in 2009 werd een tweede brouwerij geopend.  De productie kreeg in 2017 een officiële erkenning van de FOD Economie als ambachtelijk werk. De brouwerij bevindt zich nog steeds in de Krevelstraat te Gent.

## Werkwijze
Meerdere keren per jaar worden er duizenden flessen gebrouwen. Dit gebeurt steeds handmatig. Het toevoegen van de vlierbloesems is een delicaat handwerk: deze worden met een pincet aan elke fles toegevoegd tijdens de botteling.